# Bank holiday
Un bank holiday ("fiesta bancaria") es el nombre que reciben en el Reino Unido y la República de Irlanda los días festivos que tradicionalmente disfrutaban los trabajadores de la banca y que actualmente se han extendido a otros sectores como festivo nacional permaneciendo activos tan sólo los servicios mínimos como bomberos, ambulancias, centros médicos, policía, etc.
En Estados Unidos el término hace referencia a aquellos días que los bancos permanecen cerrados por orden del ejecutivo o del Congreso sin que haya una relación directa con las festividades nacionales.

## Historia de losbank holidaysen el Reino Unido e Irlanda
Antes de 1834, el Banco de Inglaterra otorgaba a sus trabajadores treinta y tres días de fiesta entre festivos y celebraciones religiosas pero en 1834 ese número se vio reducido a tan sólo cuatro: El 1 de mayo, el 1 de noviembre, Navidad y Viernes Santo.
En 1871, Sir John Lubbock, un entusiasta del cricket, tenía la firme creencia de que los empleados de la banca debían tener la oportunidad de participar o asistir a los encuentros de este deporte, de manera que introdujo como festivos los días que tradicionalmente se celebraban los partidos en la primera legislación de la banca en Inglaterra. En Escocia, por el contrario, se adoptaron otras fechas ajustándose a sus tradiciones.
En 1903 se añadió el día de San Patricio en Irlanda y en 2007, San Andrés en Escocia.
| Fecha                                          | Nombre                                                                               | Inglaterra y Gales | Escocia | Irlanda del Norte | República de Irlanda |
| ---------------------------------------------- | ------------------------------------------------------------------------------------ | ------------------ | ------- | ----------------- | -------------------- |
| 1 de enero                                     | Año nuevo                                                                            | X                  | X       | X                 | X                    |
| 2 de enero                                     | Segundo de Enero                                                                     |                    | X       |                   |                      |
| 17 de marzo                                    | Día de San Patricio                                                                  |                    |         | X                 | X                    |
| El viernes anterior al Domingo de resurrección | Viernes Santo                                                                        | X                  | X       | X                 |                      |
| El lunes después de Pascua                     | Bank Holiday de Pascua                                                               | X                  |         | X                 | X                    |
| Primer lunes de mayo                           | Bank Holiday de mayo, Early May Bank Holiday en Escocia o Día del trabajo en Irlanda | X                  | X       | X                 | X                    |
| Último lunes de mayo                           | Bank Holiday de primavera (Solsticio)                                                | X                  | X       | X                 |                      |
| Primer lunes de junio                          | Bank Holiday de junio                                                                |                    |         |                   | X                    |
| 12 de julio                                    | Batalla del Boyne - Día de la Orden de Orange                                        |                    |         | X                 |                      |
| Primer lunes de agosto                         | Bank Holiday de verano                                                               |                    | X       |                   | X                    |
| Último lunes de agosto                         | Bank Holiday de verano                                                               | X                  |         | X                 |                      |
| Último lunes de octubre                        | Bank Holiday de octubre o Hallowe'en Holiday                                         |                    |         |                   | X                    |
| 30 de noviembre o lunes posterior              | Día de San Andrés                                                                    |                    | X       |                   |                      |
| 25 de diciembre                                | Navidad                                                                              | X                  | X       | X                 | X                    |
| 26 de diciembre o 27 de diciembre              | Boxing Day / San Esteban                                                             | X                  | X       | X                 | X                    |